# Apopestes nigra
Apopestes nigra là một loài bướm đêm trong họ Erebidae.